# Carl Lindsten
Carl Lindsten, född 15 oktober 1875 i Almundsryds socken, död 21 augusti 1953 i Boo socken, var en svensk latinist och rektor. Han var far till Staffan Lindsten och farfar till Kajsa Öberg Lindsten.
Carl Lindsten var son till garvaren Johan Gustafsson Lindsten. Efter mogenhetsexamen i Växjö 1893 studerade han i Göteborg och Uppsala och blev 1900 filosofie kandidat vid Göteborgs högskola, 1908 filosofie licentiat och 1916 filosofie doktor på avhandlingen De codice Upsaliensi C 49. Lindsten var lärare vid Göteborgs högre samskola 1901–1911 och adjunkt i latin, modersmålet och matematik vid Nya elementarskolan i Stockholm 1911–1914. Han var även studierektor vid Whitlockska samskolan 1913–1914. Lindsten var rektor vid Eksjö realskola och kommunala gymnasium 1914–1919 samt vid Södertälje läroverk 1919–1941, varefter han avgick med pension. Från 1941 ägnade han sig åt forskning. Lindsten utgav flera artiklar i pedagogiska frågor som Den latinska grammatiken i skolan (i Skolan 1902), Om utanläsning (i Till Sven Lönborg. Minnesskrift, 1921) och Några funderingar om ökat utrymme åt självstudier på gymnasiet (i Pedagogisk tidskrift, 1927) samt med minnen och kåserier i radio. 1926–1936 publicerade han vid olika tillfällen uppmärksammade artiklar i skolfrågor bland annat i Svenska Dagbladet och Stockholms-Tidningen.